# Jens Lassen Rasmussen
Jens Lassen Rasmussen (født 22. august 1785 i Vestenskov, død 30. marts 1826 i København) var en dansk orientalist, lingvist og oversætter af Tusind og en Nat.

## Levned
Hans far, Michael Rasmussen (død 1810), var residerende kapellan i Vestenskov og senere sognepræst på Bogø. Hans mor var dennes første hustru, Dorthea Sophie Busch (d. 1790).
I efteråret 1802 dimitterede han som student fra Vordingborg Skole, og han tog 1806 teologisk eksamen. I 1809 vandt han universitetets guldmedalje for en historisk prisopgave om den græsk-romerske forfatter Polybios. Han havde i det hele taget stor interesse for historie.
En kort periode (omkring 1810) underviste han i dette fag ved Borgerdydskolen i København og roses som en fortræffelig, både vækkende og samvittighedsfuld lærer i en periode, hvor denne skole ellers befandt sig fuldstændig i forfald.
Efterhånden blev de orientalske sprog dog mere og mere hans hovedstudium, og efter at have taget doktorgrad i filosofi i oktober 1811 tog han med et kongeligt (offentligt) stipendium på en godt halvandet år lang udenlandsrejse for at studere både nær- og fjernorientalske sprog ved de fremmede universiteter, navnlig arabisk. I april 1813 vendte han tilbage til København og blev samme efterår udnævnt til lektor ved universitetet i de østerlandske sprog, i september 1815 professor i samme fag. I denne stilling virkede han indtil sin død.
18. september 1814 ægtede han Johanne Jacobine Christiane Henriette Kall (20. oktober 1786 – 15. januar 1860), datter af orientalisten Nicolai Christopher Kall. I 1816 fik han sønnen Michael Nicolai Christopher Kall Rasmussen og i 1824 Abraham Kall Rasmussen.
1819 blev han medlem af det skandinaviske Litteraturselskab og i 1823 æresmedlem af det Asiatiske Selskab i Kolkata (dengang Calcutta).
Lassen Rasmussen var samtidig og næsten jævnaldrende med den berømte sprogforsker Rasmus Rask, men i modsætning til denne, ikke præget af den samme rejsefeber og trang til feltstudier. Rask forsøgte (uden held) at overtage Lassen Rasmussens professorat efter dennes død, som skete ved selvmord.
Han er begravet på Assistens Kirkegård.

## Værker
Af rent akademiske arbejder udgav han forskellige behandlinger af den hebraiske grammatik, der i en årrække blev benyttet som lærebøger ved undervisningen i dette sprog. Desuden en større mængde mindre afhandlinger, anmeldelser og litterære bidrag (eventyr og historier) i både danske og internationale tidsskrifter. Hans egentlige hovedarbejder vedrører dog orientens historie.
I 1814 tilkendte Videnskabernes Selskab ham sølvmedalje for et arbejde om Arabernes og persernes handel og bekendtskab med Rusland og Skandinavien i middelalderen.
Denne afhandling blev af Molbech betegnet som "upåtvivlelig et af de lærdeste Arbejder, som har været Selskabet meddelt siden Grams Dage". Den skulle egentlig have været trykt i selskabets skrifter, men forfatteren foretrak at offentliggøre den i tidsskriftet Athene (II, 1814).
Den vakte betydelig opsigt og blev oversat både til svensk, engelsk og fransk og i 1825 omarbejdet på latin af forfatteren selv og udgivet som universitetsprogram ved Reformationsfesten, og den fortjener endnu stedse at læses og kendes.
To andre, for sin tid fortjenstfulde og lærde arbejder er Historia præcipuorum Arabum regnorum rerumqve ab iis gestarum ante Islamismum (1817 og Annales Islamismi s. Tabulæ synchronistico-chronologicæ chalifarum et regum Orientis et Occidentis 1825). Begge har stor værdi ved de tekster, oversættelser og noter de meddeler fra håndskrifter på Det Kongelige Bibliotek.
Endvidere kan fremhæves Digt og Eventyr fra Østerland. Af arabiske og persiske utrykte Kilder (1816), der viser Lassens levende interesse for den arabiske skønlitteratur (se nedenf.), ligesom interessen for europæisk kolonihistorie i Det danske afrikanske Kompagnis Historie (1818).

## Tusind og en Nat
Det er dog formentlig Lassen Rasmussens påbegyndte oversættelse, den første direkte fra en arabisk kilde til dansk, af fortællingerne der er kendt under navnet Tusind og en Nat, der vil bevare hans navn i fremtiden. Disse fortællinger, samlede i forskellige manuskripter fra forskellige tider, oversatte han løbende, men kun første bind (de første 100 nætter) nåede at udkomme, posthumt i 1824. Værket er på kun 248 sider og baseret på Calcutta-udgaven af historierne.
Den fulde titel er Tusend og Een Nat. Oversat af det Arabiske Sprog, efter den for første Gang i Calcutta trykte arabiske Text. Et udvalg af samlingen blev trykt allerede 1819 i tidsskriftet Tilskueren (nr. 37-40).
Havde han haft længere tid til rådighed, havde Lassen Rasmussen måske beriget os i dag med en tidlig, tilnærmet komplet udgave af den universelle klassiker på dansk. Den første store, selvstændige, oversættelse udkom i stedet i 7 bind 1832-36, udgivet af ”Et Selskab”
| Af: Indledningen til Calucutta-udgaven, oversat af Jens Lassen Rasmussen. |  | Dette er Tusende og én Nat, den lystelige Bog og den liflige, hvilken de Vise og de Lærde have skrevet i de gamle henrundne Tider, og viseligen haver Scheich Ahmed ben Muhammed Schirvani Aljemeni udgivet den i Trykken udi den vel befæstede Stad Calcutta, hvilken Allah bevare! I Allahs Navn! den forbarmende, den barmhjertige! Lovet være Allah! Den gavmilde Konge, Kreaturernes og Menneskenes Skaber, han som hævede Himlene uden Støtter, udfoldede Jorden, som et Teppe, satte Biergene, som Støtter, hvorpaa Himlene hvile, lod Vandet udflyde af de haarde Klipper, ødelagde Tsemuds og Aads Folk, og lod Pharao, Pælenes Herre, omkomme. Jeg lovpriser Allah for den Styrelse paa rette Vei, som han har sat os til at forvalte, og jeg takker ham for hans Velgierninger, som ikke kunne beregnes ved Tælling. Derefter give vi os tilkiende for de Ædles Samfund, og for de udmærkede og hædrede Scheicher, at vi have besluttet at skrive [samle] denne lystelige og liflige Bog, som er nyttig for hver, som læser i den, efterdi der i den, for Folk af Dannelse, ere mange Regler for Fiinhed i Sæder og Levemaade, og ophøiede Tanker og Sætninger, hvoraf man kan lære den Kunst at føre en Tale, samt faae fuldkommen Underretning om, hvad er hændtes Kongerne fra gamle Tider. Jeg har kaldet Bogen Tusende og een Nat. Den indeholder ogsaa herlige Træk, hvoraf Læseren kan lære Skarpseenhed, og at øve sin Dømmekraft, saa at Lyst ei skal besnære ham, men Fornøielse, Fryd og Glæde modtage ham, og Uleilighed af den paa onde Gierninger frugtbare Tids Rædsler være borte fra ham. Allah, som er værdig Lov og Tilbedelse, han er den, som leder paa Sandheds Vei. |

## Links
- Lassen Rasmussen i Dansk Biografisk Lexikon
- Tusind og en Nats oversættelser Arkiveret 31. januar 2022 hos  Wayback Machine (med en anelse nedvurderende udtalelser om Lassen Rasmussens oversættelse.)